# 할로페리돌
할로페리돌(Haloperidol) 또는 할돌(HALDOL·성분명 할로페리돌)은 폴 얀센이 개발한 조현병 치료제이다. 대한민국에서는 명인제약에서 명인할로페리돌정, 명인할로페리돌주사, 환인제약에서 페리돌정, 페리돌주를 생산하고 있다. 조현병(구 정신분열증) 치료제로 쓰이며 구토와 딸꾹질 치료에도 쓰인다. 부작용으로 정신불안이 있다.

## 역사
할로페리돌은 폴 얀센 박사가 조현병 치료제를 찾다가 발견하였다.
1958년 벨기에의 얀센제약에 의해 개발되었으며 같은 해 벨기에에서 첫 임상실험이 이루어졌다. 그후 미국 회사인 Searle에서 부작용을 이유로 거부되자 이후 McNeil Laboratories에 의해 미국 시장에 판매되었다.
1967년 4월 12일 미국 FDA에 의해 승인되었다.

## 같이 보기
- 클로르프로마진
- 신경정신약물
- 비정형적 항정신병제제
- 리서핀